# Ranunculus hirtellus
Ranunculus hirtellus Royle – gatunek rośliny z rodziny jaskrowatych (Ranunculaceae Juss.). Występuje naturalnie w Afganistanie, północnych częściach Indiach i Pakistanu (łącznie z Kaszmirem), w Nepalu oraz w południowych Chinach (w południowym Qinghai, zachodnim Syczuanie, północno-zachodniej części Junnanu oraz w Tybecie. 

## Morfologia
PokrójBylina o lekko owłosionych pędach. Dorasta do 5–25 cm wysokości.
LiścieSą trójdzielne. Mają pięciokątny lub nerkowaty kształt. Mierzą 0,5–3,5 cm długości oraz 0,5–4,5 cm szerokości. Nasada liścia ma sercowaty kształt. Ogonek liściowy jest lekko owłosiony i ma 1,5–9,5 cm długości.
KwiatySą zebrane po 2 lub 3 w wierzchotki jednoramienne. Pojawiają się na szczytach pędów. Mają żółtą barwę. Dorastają do 9–15 mm średnicy. Mają 5 eliptycznych działek kielicha, które dorastają do 2–5 mm długości. Mają 5 owalnych płatków o długości 5–8 mm.
OwoceNagie lub owłosione niełupki o odwrotnie jajowatym kształcie i długości 1–2 mm. Tworzą owoc zbiorowy – wieloniełupkę o jajowatym kształcie i dorastającą do 4–5 mm długości.

## Biologia i ekologia
Rośnie na łąkach. Występuje na wysokości od 3000 do 5000 m n.p.m. Kwitnie wiosną i latem. Latem preferuje stanowiska w cieniu. Dobrze rośnie na wilgotnym i próchnicznym podłożu.

## Zmienność
W obrębie tego gatunku wyróżniono jedną odmianę:
- Ranunculus hirtellus var. orientalis W.T. Wang